# Push/pull модель
Push/pull модель — два підходи для обміну даними між компонентами.

## Push
Push модель передбачає, що виробник повідомлень знає про споживачів та передає їм дані. 

### Переваги
- дані передаються компонентам одразу в міру надходження без затримки
- виробник не містить надлишкових даних

### Недоліки
- споживачі не керують своїм навантаженням
- при несправності споживачів дані можуть втратитись

### Приклади
- Webhook - сервер надсилає запит вказаним споживачам при виконанні певної операції

## Pull
Pull модель передбачає, що споживачі знають про виробника та запитують у нього дані із певною частотою. 

### Переваги
- споживач керує своїм навантаженням
- при несправності споживачів дані не втрачаються

### Недоліки
- дані отримуються із затримкою в залежності від частоти опитування
- виробник містить необроблені дані

### Приклади
- HTTP - користувач запитує у сервера необхідні дані